# 더블 클릭
더블 클릭(Double click, 문화어: 두 번 누르기)은 컴퓨터 마우스 버튼을 마우스를 움직이지 않고 빠르게 두 번 누르는 행위이다. 더블 클릭을 통해 동일한 마우스 버튼에 두 가지 다른 동작을 연결할 수 있다. 이는 제록스 팔로 알토 연구소의 팀 모트가 개발했다. 종종 싱글 클릭은 객체(예: 두 문자 사이의 공간)를 선택(또는 강조 표시)하는 반면, 더블 클릭은 선택 계층에서 다음 객체(예: 단어)를 선택하거나 해당 객체와 관련된 기능(예: 파일 폴더 열기)을 실행한다. 최신 웹 브라우저에서 링크를 따라가는 것은 단 한 번의 클릭으로 이루어지며, 링크를 따라가는 것 외의 다른 동작에 접근하려면 두 번째 마우스 버튼, "클릭 및 유지" 지연 또는 수정자 키를 사용해야 한다. 터치스크린에서는 더블 클릭을 "더블 탭"이라고 부른다. 더블 클릭만큼 자주 사용되지는 않지만, 일반적으로 확대/축소 기능으로 작동한다. ("트리플 탭"은 때때로 전체 화면을 확대하는 데 사용된다.)

## 아이콘에서
대부분의 시스템에서 파일 관리자에서 아이콘을 더블 클릭하면 해당 아이콘이 나타내는 개체에 대해 기본 동작이 수행된다. 응용 프로그램 아이콘을 더블 클릭하면 프로그램이 실행되고, 파일 아이콘을 더블 클릭하면 해당 파일 형식에 대한 기본 응용 프로그램에서 파일이 열린다.

## 텍스트에서
많은 프로그램에서 텍스트를 더블 클릭하면 선택 경계에 정의된 대로 전체 단어와 다른 문자가 선택된다. (X 윈도에서는 모든 선택된 텍스트와 마찬가지로 이 텍스트 조각을 시스템 클립보드와 별개인 버퍼에 복사하기도 한다. 선택된 텍스트는 명시적인 잘라내기 또는 복사 작업이 이루어질 때까지 클립보드에 추가되지 않는다. 사용자는 시스템 클립보드가 아닌 이 버퍼에서 나중에 가운데 마우스 버튼을 눌러 정보를 검색할 수 있다.)

## 어려움
새로운 마우스 사용자나 노인들은 특정 미세 운동 기술이 필요하기 때문에 더블 클릭에 어려움을 겪는 경우가 많다. 이들은 충분히 빠르게 클릭하거나 더블 클릭하는 동안 마우스를 가만히 두는 데 어려움을 겪을 수 있다.
이에 대한 해결책은 다음과 같다.
- 한 번 클릭하여 선택하고 키보드의 Enter 키를 누른다 (Windows 시스템에서).
- 마우스 대신 키보드 탐색을 사용한다.
- 더블 클릭에 일반적으로 연결된 동작에 대해 싱글 클릭을 사용하도록 시스템을 구성한다.
- 두 번의 클릭 사이에 더 많은 지연 시간을 허용하도록 시스템을 구성하여 더블 클릭으로 등록되도록 한다 (여러 운영 체제에서 방법은 아래 참조).
- 더블 클릭 기능을 추가 버튼, 예를 들어 종종 사용되지 않는 가운데 버튼의 싱글 클릭으로 재매핑한다. 이는 사실상 유닉스 스타일의 선택/동작/컨텍스트 3버튼 방식을 만든다.
- 더블 클릭하는 동안 마우스가 움직이지 않도록 엄지손가락을 마우스 측면에 대고 손바닥 아래 부분을 마우스 바닥에 대어 마우스를 지지한다.
- Windows에서 이동 임계값은 HKEY_CURRENT_USER\Control Panel\Mouse의 관련 레지스트리 키를 변경하여 늘릴 수 있다.

또한, 응용 프로그램과 운영 체제는 마우스가 완전히 정지해 있을 것을 요구하지 않는 경우가 많다. 대신, 이력 현상을 구현하여 두 번의 클릭 사이에 약간의 움직임을 허용한다.
또 다른 문제는 일부 시스템이 한 번의 클릭에 하나의 동작을, 두 번의 클릭에 다른 동작을, 그리고 두 번의 연속적인 싱글 클릭에 또 다른 동작을 연결한다는 사실에 있다. 고급 사용자조차도 이들을 제대로 구분하지 못하는 경우가 있다. 한 예로 마이크로소프트 윈도우에서 파일을 이름을 바꾸는 가장 흔한 방법이 있다. 한 번의 클릭은 파일의 아이콘을 강조 표시하고, 또 다른 한 번의 클릭(아이콘이 아닌 파일 이름 위)은 파일 이름을 편집 가능하게 만든다. 이 동작을 실행하려는 사용자는 너무 빨리 클릭하여 실수로 파일을 열 수도 있고(더블 클릭), 파일을 열려는 사용자는 너무 느리게 클릭하여 파일 이름이 변경되는 것을 발견할 수도 있다. 이는 Windows 사용자가 여러 번 클릭하는 대신 메뉴(또는 F2/↵ Enter)를 사용하여 이름 변경 및 열기를 시작함으로써 피할 수 있다. 그놈에서는 이 방법으로 파일 이름 변경을 허용하지 않음으로써 이 문제를 완전히 피한다. 이 기술이 시작된 클래식 Mac OS에서는 첫 번째 클릭 후 마우스를 움직이면 즉시 이름이 강조 표시되었다. 이것은 시스템 초기 버전의 버그였지만, 사용자들이 이에 의존하게 되면서 의도적으로 유지되었다.

## 속도 및 타이밍
두 번의 연속적인 클릭이 더블 클릭으로 해석되기 위해 필요한 최대 지연 시간은 표준화되어 있지 않다.
마이크로소프트의 MSDN 웹사이트에 따르면, Windows의 기본 타이밍은 500ms(0.5초)이다. 더블 클릭 시간은 다른 시간 기반 동작의 기준으로도 사용된다.
더블 클릭 타이밍 지연은 일반적으로 사용자가 구성할 수 있다. 예를 들어, 더블 클릭 설정 조정은 다음을 통해 수행할 수 있다.
- 윈도우 XP, 윈도우 비스타 및 윈도우 7 - 시작 > 제어판 > 마우스 > 단추 (제어판이 범주 보기인 경우 시작 > 제어판 > 프린터 및 기타 하드웨어 > 마우스 > 단추). 원한다면 시작 > 실행 > main.cpl을 사용할 수도 있다.
- MacOS - 응용 프로그램 (또는 Apple 메뉴) > 시스템 환경설정 > 키보드 및 마우스 > 마우스
- 유닉스 계열 운영 체제의 KDE 데스크톱 - K 메뉴 > 제어 센터 (또는 Alt+F2 "kcontrol") > 주변 장치 > 마우스 > 고급 > 더블 클릭 간격
- 유닉스 계열 운영 체제의 그놈 데스크톱 - 시스템 > 환경설정 > 마우스

## 특허
2004년, 마이크로소프트는 "제한된 자원 컴퓨팅 장치"에서 더블 클릭을 사용하는 것에 대한 특허를 받았다. 이로 인해 일부 관찰자들은 더블 클릭을 사용하는 모든 미국 회사가 해당 기술을 사용하지 않도록 제품을 변경하거나, 마이크로소프트에 라이선스 비용을 지불하거나, 마이크로소프트에 지적 재산권에 대한 접근을 허용해야 할 수 있다고 우려한다.

## 같이 보기
- 싱글 클릭
- 트리플 클릭